# 小泉惠子
小泉 惠子（こいずみ けいこ）は、日本の声楽家（ソプラノ）、音楽教育者。恵子という表記も見られる。

## 経歴
1977年（昭和52年）東京芸術大学卒業。畑中良輔、三浦智津子に師事。1976年（昭和51年）芸大在学中に芸大『メサイア』にてソプラノソロ。卒業時には、NHK新人演奏会やFMリサイタルに出演。1977年 - 1978年（昭和53年）米国サンフランシスコ音楽院に留学。レノアール・ホザックに英・独歌曲とオペラ等、レオポルド・シモノーに仏歌曲、特にベラ＝ローザ（キリ=テ=カナワの師）から高く評価され、特別指導を受けた。東京芸術大学大学院修士修了。第一回奏楽堂日本歌曲コンクール第一位。 山田耕筰賞・木下記念金メダル受賞。
1992年（平成4年）11月「『第65回青の会』三善晃歌曲の夕べ」にて歌曲集『聖三稜は璃』全曲ソプラノ独唱（共演/瀬山詠子他）、1993年（平成5年）1月1日「毎日芸術賞、特別賞」を受賞。ロシア、フランス、イタリアなどその活動は海外にもおよび、1997年（平成9年）6月ロシア・サンクトペテルブルクのスモルヌイ音楽堂にて、エレーナ・オブラスツォワとジョイントリサイタル（伴奏：ゲルギエワ）。聴衆総立ちのスタンディング・オーヴェイションを受け、現地の各新聞批評にて絶賛された。1999年（平成11年）9月ロシア・サンクトペテルブルクでのマリインスキー劇場で開催された第一回エレーナ・オブラスツォワ国際オペラコンクール（総裁：ゲルギエフ）の公式ゲスト・特別審査員。前夜祭コンサートおよび開会記念コンサートでエレーナ・オブラスツォワ、ガリーナ・ゴルチャコーワらと共演。第4回の同コンクールからは審査員も務める。2000年（平成12年）5月新国立劇場小劇場において新国立劇場・東京室内歌劇場主催〈オペラ400年記念〉カヴァリエーリ作曲典礼劇『魂と肉体』（日本初演）タイトルロール「魂」役で出演。2003年（平成15年）第17回からは奏楽堂日本歌曲コンクール他の審査員も務める。現在、宗教曲・日本歌曲・オペラ・オペレッタ・現代曲など国内外で幅広い演奏活動を行っている。
小泉の門下生で構成されている声楽家のグループ“声泉会（せいせんかい）”が組織されており、音楽大学で声楽を勉強している学生や、そのOB・OGが中心メンバーとなって活動している。
聖徳大学人文学部音楽文化学科・大学院助教授を経て、2006年（平成18年）より国立音楽大学・大学院准教授。国立音楽大学演奏・創作学科長・同大学院教授を経て、2020年（令和2年）現在は国立音楽大学演奏・創作学科声楽専修特任教授。青の会会員、東京室内歌劇場会員他。

## エピソード
歌唱力もさることながら、容姿にも恵まれており、慶應義塾ワグネル・ソサィエティー男声合唱団第105回（1980年）定期演奏会においてレハール『メリー・ウィドウ』が取り上げられる際、主役のハンナ役（美貌の若き未亡人という設定）として指揮者の畑中良輔が抜擢したのが、当時芸大大学院在学中の小泉であった。その後もワグネルは2回『メリー・ウィドウ』を演奏しているが、いずれもハンナ役は小泉が務めている。

## ディスコグラフィー
※現在入手可能なもののみを記した。
- 『六つの浪漫』－小泉惠子 木下牧子を歌う－花岡千春（ピアノ）と共に紡ぐ安らぎの世界－ 2011/6/25 ナミ・レコード
- 大中恩『愛の歌曲集4』－こんなしずかな晩は－ 小泉惠子ほか 2009/4/22 日本伝統文化振興財団
- 大中恩『愛の歌曲集5』－月曜日の詩集－ 小泉惠子ほか 2009/4/22 日本伝統文化振興財団
- 大中恩『愛の歌曲集6』－青い星－ 小泉惠子ほか 2007/5/23 日本伝統文化振興財団
- ヴォカリーズ集『サンパロール』 小泉惠子／花岡千春 2007/11/7 日本伝統文化振興財団